# Tour Oxygène
De Tour Oxygène, is een kantoorgebouw en wolkenkrabber in Lyon, La Part-Dieu.
De Tour Oxygène stijgt tot 115 meter hoog. Het is de derde hoogste wolkenkrabber in de stad. De inhuldiging vond plaats op 2 juni 2010.